# Ormenis cubensis
Ormenis cubensis är en insektsart som beskrevs av Metcalf och Bruner 1948. Ormenis cubensis ingår i släktet Ormenis och familjen Flatidae. Inga underarter finns listade i Catalogue of Life.